# Karynżaryk
Karynżaryk (kaz.: Қарынжарық ойысы, Karynżaryk ojysy; ros.: впадина Карынжарык, wpadina Karynżaryk) – zapadlisko w zachodnim Kazachstanie, na południowy wschód od półwyspu Mangystau, o głębokości do 70 m p.p.m.; jest to druga pod względem głębokości depresja Kazachstanu.